# 김동관 (1983년)
김동관(金東官, 1983년 10월 31일~)은 대한민국의 기업인이다. 한화그룹 부회장이다.
1983년 10월 31일 김승연 한화그룹 제2대 회장과 서정화 제40·61대 내무부 장관의 영애 서영민 여사의 장남으로 재벌 가문 3세로 태어났다. 제1·2대 대의원을 역임한 김종희 한화그룹 창업주의 장손으로 정치인 가문이기도 하다. 작은 아버지는 김호연 제18대 국회의원이다. 본관은 순천 김씨다.
세인트폴스 스쿨(St. Paul's School)을 졸업하고 하버드 대학교(Harvard University)에서 정치학 학사(Bachelor of Arts) 학위를 졸업하였다.
2022년 8월 29일 한화그룹 부회장 직위에 취임하였다.

## 학력
- 세인트폴스 스쿨 졸업
- 하버드 대학교 정치학 학사

## 경력
- 대한민국 공군 통역장교
- 2010년: 한화그룹 기획실 차장
- 2011년: 한화솔라원 기획실장
- 2013년: 한화큐셀 전략실장
- 2022년: 한화큐셀 상무
- 2015년: 한화큐셀 영업실장
- 2015년: 한화큐셀 전무
- 2020년: 한화큐셀 부사장
- 2020년: 한화솔루션 부사장
- 2020년: 한화솔루션 대표이사
- 2020년: 한화솔루션 사장
- 2022년: 한화솔루션 부회장
- 2024년~: 한화그룹 부회장

## 가족 관계
- 친조부: 김종희 - 한화그룹 초대 회장
- 친조모: 강태영
  - 아버지: 김승연 - 한화그룹 제3대 회장
  - 어머니: 서영민 - 서정화 제40·61대 내무부 장관의 영애
  - 작은아버지: 김호연 - 제18대 국회의원
    - 부인: 하동 정씨
      - 자녀: 슬하 1남

    - 아우: 김동원
    - 아우: 김동선